# Muhammed Mert
Muhammed Mert (Hasselt, 9 februari 1995) is een Belgisch-Turks voetballer die als middenvelder speelt.

## Loopbaan
Mert doorliep de jeugdopleiding van KRC Genk waar hij in december 2012 een contract voor tweeënhalf jaar tekende.. In de zomer van 2013 werd hij aan de selectie van het eerste team toegevoegd maar hij debuteerde niet. Begin 2014 leek hij na een stage verhuurd te worden aan Fortuna Sittard maar de overgang ketste af. Op 17 juli 2014 tekende hij een contract voor twee jaar met een optie op nog een seizoen bij N.E.C.. Hij maakte op 22 augustus 2014 zijn debuut in de thuiswedstrijd in de Eerste divisie tegen Fortuna Sittard, als invaller voor Kevin Conboy. Op vrijdag 30 januari 2015 werd het contract van Mert bij N.E.C. in onderling overleg ontbonden. Op 2 februari 2015 sloot hij zich op amateurbasis tot het einde van het seizoen aan bij Fortuna Sittard. In juni 2015 tekende hij een contract tot medio 2016 bij Fortuna Sittard. In 2016 verliet hij de club. In februari 2017 ging Mert op IJsland voor Víkingur Reykjavík spelen. Op 12 juli 2017 werd bekend dat Mert op amateurbasis gaat spelen voor FC Den Bosch. In juli 2018 werd hij verkocht aan Altınordu SK. In januari 2021 ging hij naar Hatayspor. Na de zware aardbeving op 6 februari 2023 trok de club zich terug uit de Süper Lig. Op 28 februari werd zijn contract ontbonden en per 1 maart ging Mert tot het einde van het seizoen aan de slag bij Manisa FK dat uitkomt in de 1. Lig. Medio 2023 ging hij naar Ümraniyespor.
Mert speelde eerst jeugdinterlands voor Turkije maar komt sinds de onder 16 uit voor Belgische jeugdploegen.

## Clubstatistieken
| Seizoen         | Club            | Competitie      | Competitie | Competitie | Beker | Beker | Internationaal | Internationaal | Overig | Overig | Totaal | Totaal |
| Seizoen         | Club            | Competitie      | Wed.       | Dlp.       | Wed.  | Dlp.  | Wed.           | Dlp.           | Wed.   | Dlp.   | Wed.   | Dlp.   |
| --------------- | --------------- | --------------- | ---------- | ---------- | ----- | ----- | -------------- | -------------- | ------ | ------ | ------ | ------ |
| 2014/15         | N.E.C.          | Eerste divisie  | 8          | 0          | 2     | 0     | 0              | 0              | 0      | 0      | 10     | 0      |
| 2014/15         | Fortuna Sittard | Eerste divisie  | 14         | 0          | 0     | 0     | 0              | 0              | 0      | 0      | 14     | 0      |
| 2015/16         | Fortuna Sittard | Eerste divisie  | 28         | 3          | 1     | 0     | 0              | 0              | 0      | 0      | 29     | 3      |
| 2016/17         | Víkingur        | Úrvalsdeild     | 3          | 0          | 2     | 0     | 0              | 0              | 4      | 0      | 9      | 0      |
| 2017/18         | FC Den Bosch    | Eerste divisie  | 35         | 7          | 2     | 0     | 0              | 0              | 0      | 0      | 37     | 7      |
| Carrière totaal | Carrière totaal | Carrière totaal | 88         | 10         | 7     | 0     | 0              | 0              | 4      | 0      | 99     | 10     |

Bijgewerkt tot 11 april 2018